# Cantó de Landrecies
El cantó d'Landrecies és una divisió administrativa francesa, situada al departament del Nord i la regió dels Alts de França.

## Composició
El cantó de Landrecies aplega les comunes següents :
- Bousies
- Croix-Caluyau
- Fontaine-au-Bois
- Forest-en-Cambrésis
- Landrecies
- Le Favril
- Maroilles
- Preux-au-Bois
- Prisches
- Robersart

## Història
| Date d'elecció                        | Identitat     | Partit |
| ------------------------------------- | ------------- | ------ |
| 2004-                                 | André Ducarne | UPN    |
| Les dades anteriors no són conegudes. |               |        |
|                                       |               |        |

## Demografia
| 1962 | 1968   | 1975   | 1982   | 1990   | 1999   | 2006   |
| ---- | ------ | ------ | ------ | ------ | ------ | ------ |
| -    | 12.304 | 11.722 | 11.031 | 10.771 | 10.637 | 10.534 |